# Bezirk Muri
| Sitze im Grossen Rat (2025–2028)                                |
| Insgesamt 8 Sitze - SP: 1 - GLP: 1 - Mitte: 2 - FDP: 1 - SVP: 3 |

Fahne

Einwohnerzahl

Der Bezirk Muri ist ein Bezirk des Kantons Aargau in der Schweiz, der aus dem mittleren und südlichen Teil des Freiamts besteht.

## Geographie
Der Bezirk Muri liegt im Südosten des Kantons Aargau. Seine östliche Grenze bildet von Süden nach Norden die Reuss, im Westen die Kette des Lindenbergs. Das Zentrum der nördlichen Bezirkshälfte bildet das Bünztal.

## Einwohnergemeinden
Der Bezirk umfasst 19 Einwohnergemeinden.
Stand: 1. Januar 2012
| Wappen            | Name der Gemeinde | Einwohner (31. Dezember 2023) | Fläche in km² | Einw. pro km² |
| ----------------- | ----------------- | ----------------------------- | ------------- | ------------- |
| Abtwil            | Abtwil            | 1063                          | 4,14          | 257           |
| Aristau           | Aristau           | 1646                          | 8,64          | 191           |
| Auw               | Auw               | 2290                          | 8,56          | 268           |
| Beinwil (Freiamt) | Beinwil (Freiamt) | 1279                          | 11,31         | 113           |
| Besenbüren        | Besenbüren        | 639                           | 2,38          | 268           |
| Bettwil           | Bettwil           | 695                           | 4,25          | 164           |
| Boswil            | Boswil            | 3124                          | 11,78         | 265           |
| Bünzen            | Bünzen            | 1233                          | 5,78          | 213           |
| Buttwil           | Buttwil           | 1276                          | 4,57          | 279           |
| Dietwil           | Dietwil           | 1445                          | 5,49          | 263           |
| Geltwil           | Geltwil           | 232                           | 3,28          | 71            |
| Kallern           | Kallern           | 407                           | 2,68          | 152           |
| Merenschwand      | Merenschwand      | 3794                          | 13,51         | 281           |
| Mühlau            | Mühlau            | 1336                          | 5,52          | 242           |
| Muri              | Muri (AG)         | 8602                          | 12,34         | 697           |
| Oberrüti          | Oberrüti          | 1600                          | 5,38          | 297           |
| Rottenschwil      | Rottenschwil      | 946                           | 4,49          | 211           |
| Sins              | Sins              | 4468                          | 20,31         | 220           |
| Waltenschwil      | Waltenschwil      | 3159                          | 4,54          | 696           |
| Total (19)        | Total (19)        | 39'234                        | 138,95        | 282           |

## Veränderungen im Gemeindebestand

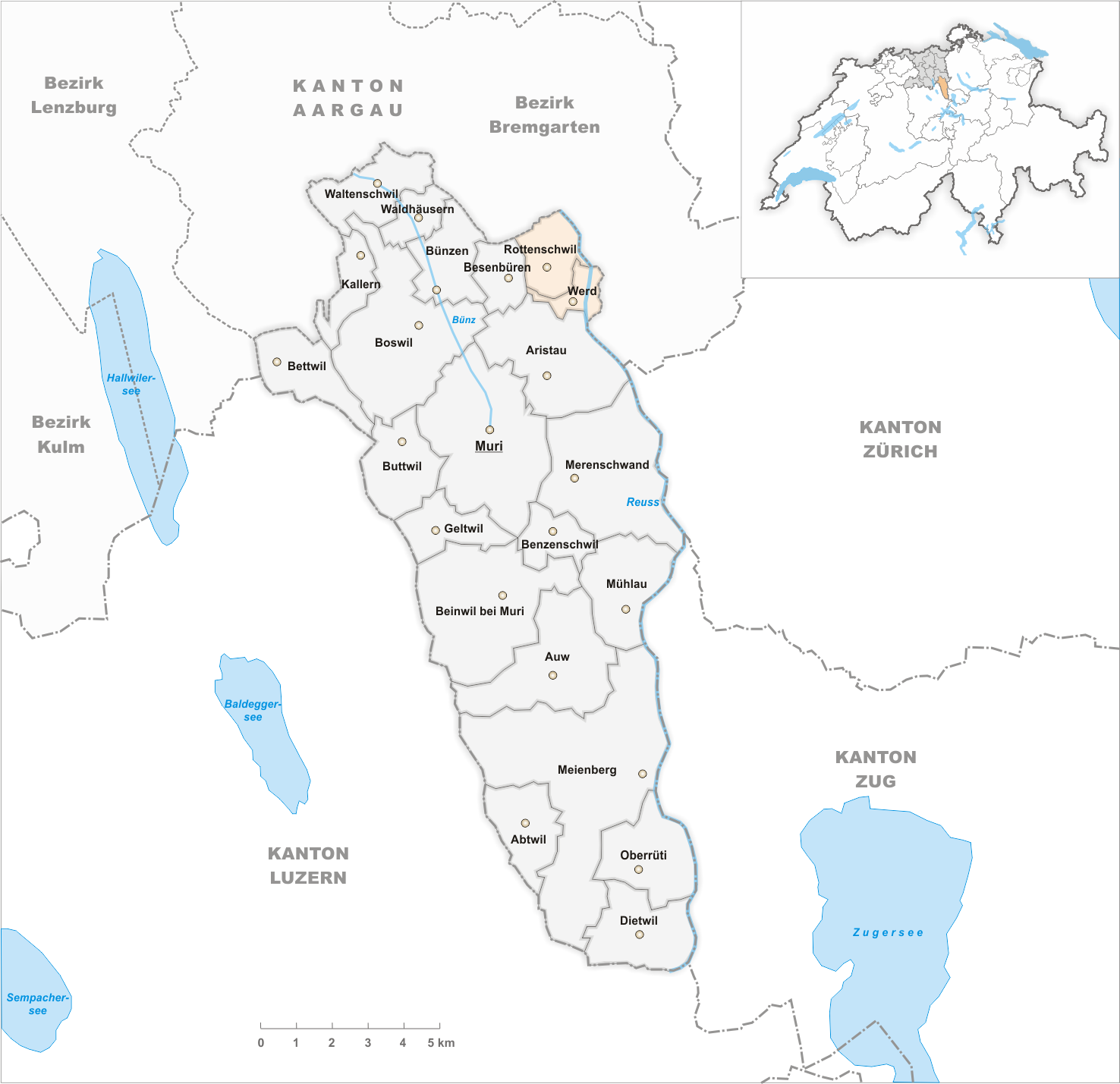
Gemeinden bis 1898
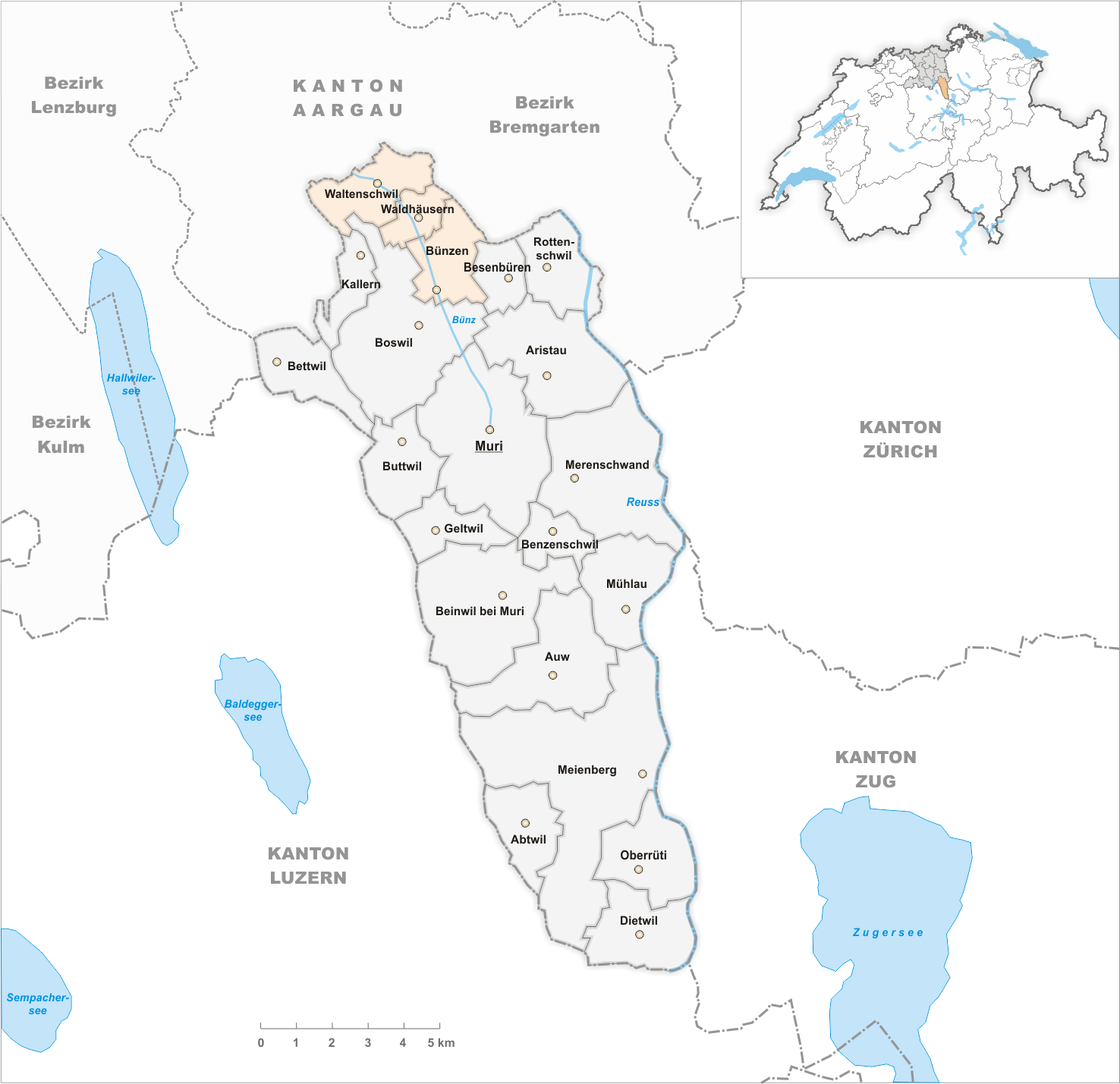
Gemeinden bis 1939
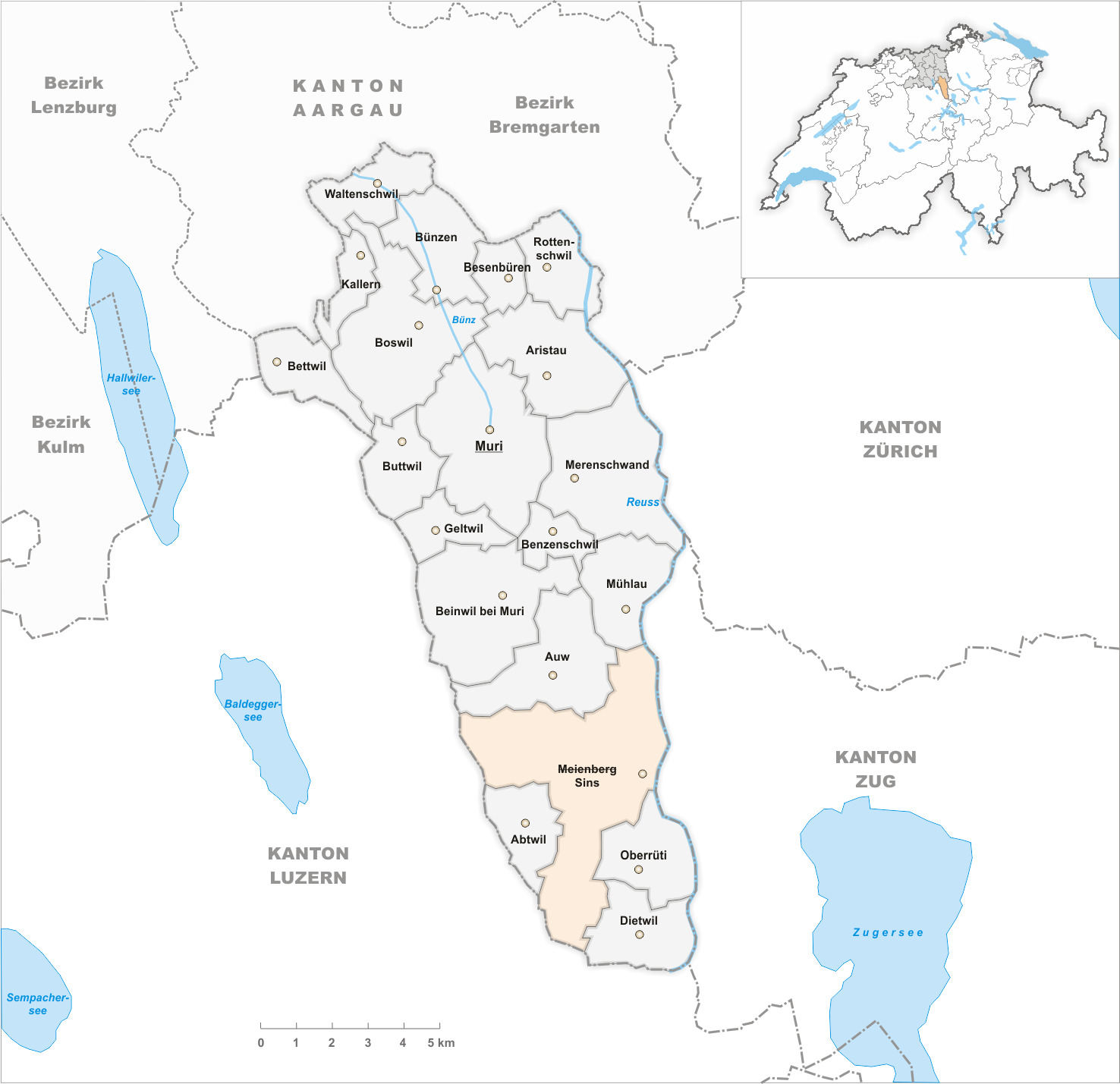
Gemeinden bis 1940
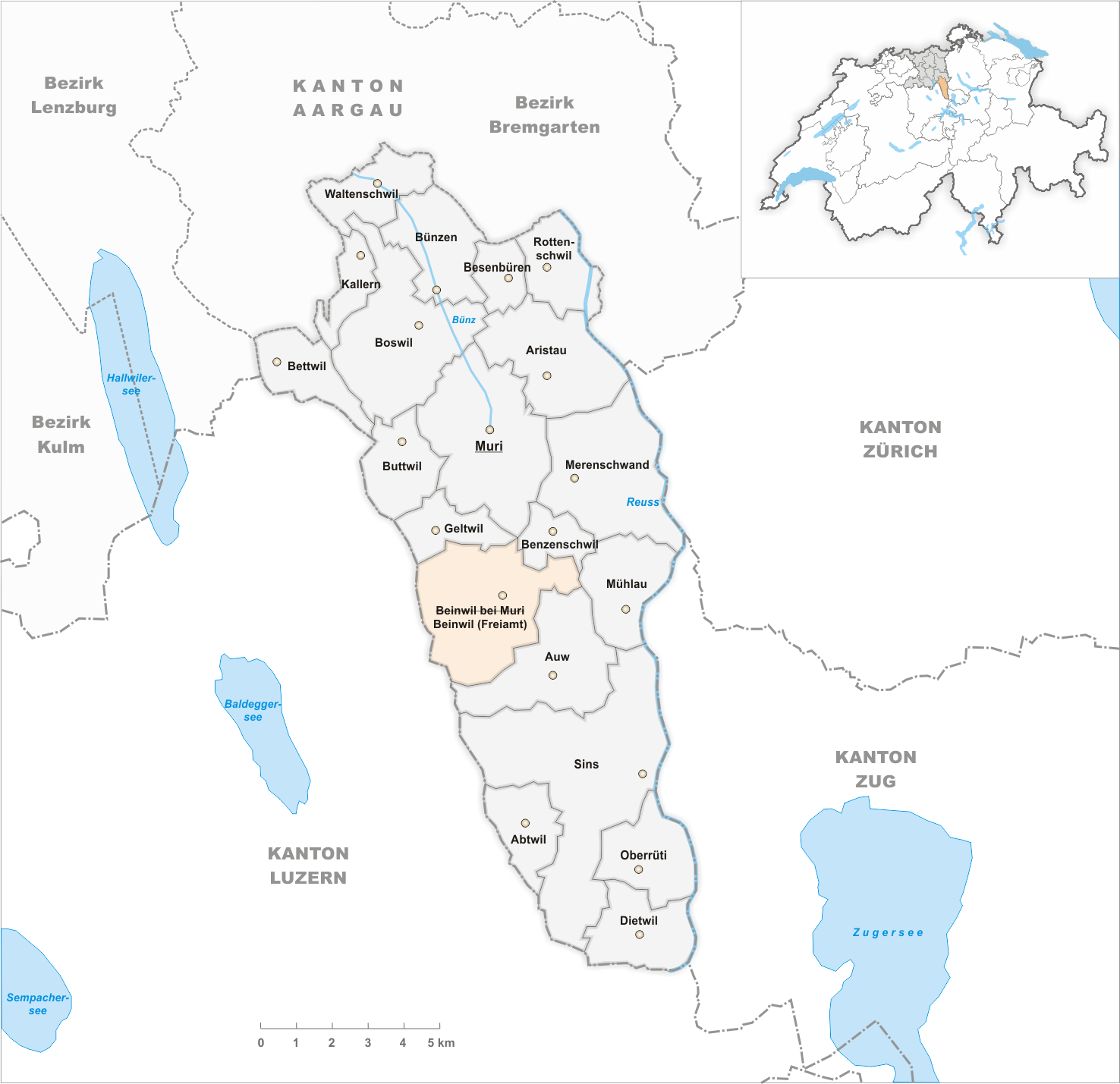
Gemeinden bis 1950
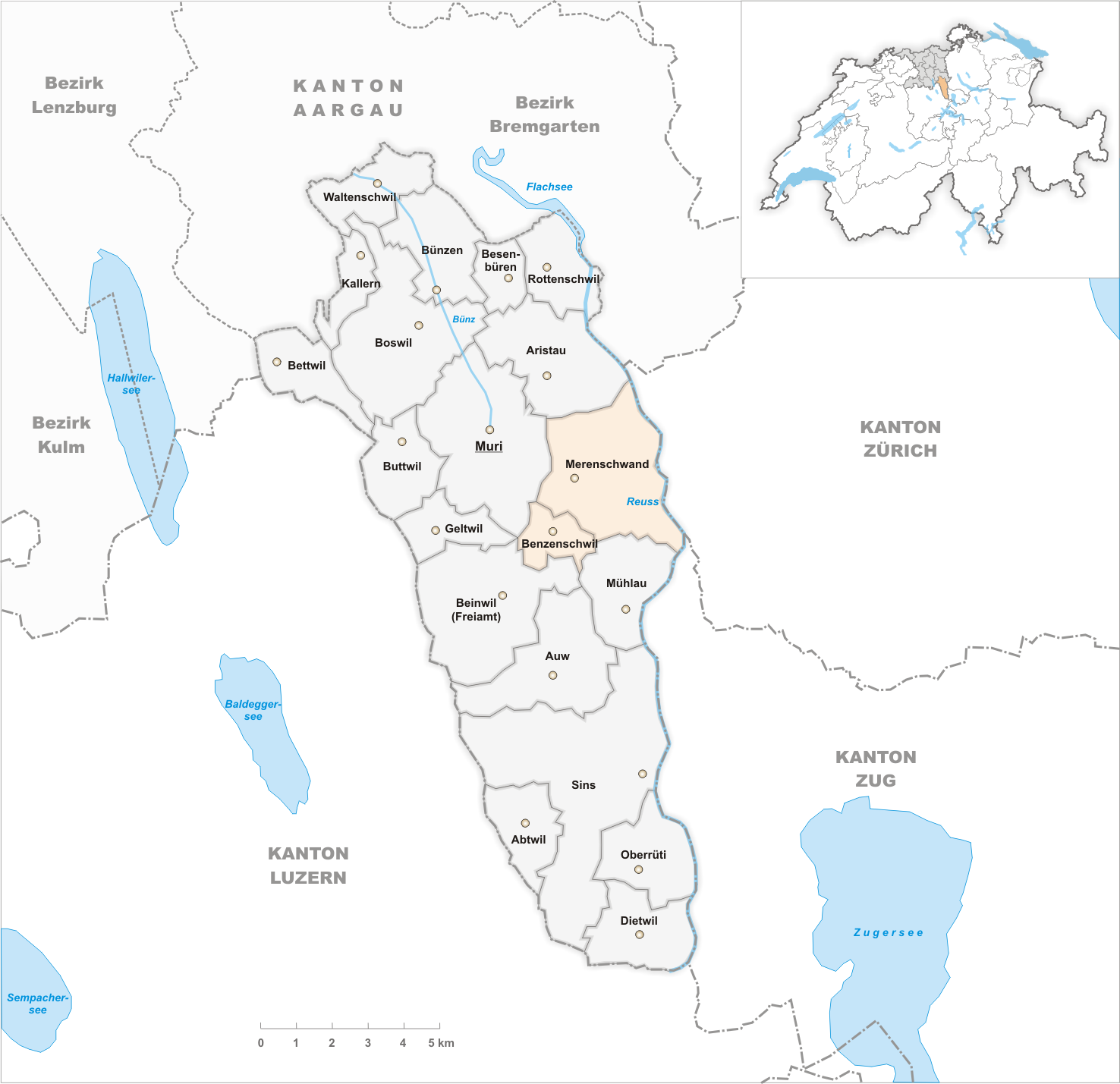
Gemeinden bis 2011

- 1899: Fusion Rottenschwil und Werd  →  Rottenschwil
- 1940: Fusion Waldhäusern  →  Auf die Gemeinden Bünzen und Waltenschwil aufgeteilt
- 1941: Namensänderung von Meienberg  →  Sins
- 1951: Namensänderung von Beinwil bei Muri  →  Beinwil (Freiamt)
- 2012: Fusion Benzenschwil und Merenschwand  →  Merenschwand

## Ortschaften
| PLZ | Name der Ortschaft | Gemeinde     |
| --- | ------------------ | ------------ |
|     | Althäusern         | Aristau      |
|     | Birri              | Aristau      |
|     | Rüstenschwil       | Auw          |
|     | Brunnwil           | Beinwil      |
|     | Wallenschwil       | Beinwil      |
|     | Wiggwil            | Beinwil      |
|     | Winterschwil       | Beinwil      |
|     | Brandholz          | Bettwil      |
|     | Weissenbach        | Boswil       |
|     | Waldhäusern        | Bünzen       |
|     | Isenbergschwil     | Geltwil      |
|     | Benzenschwil       | Merenschwand |
|     | Rickenbach         | Merenschwand |
|     | Unterrüti          | Merenschwand |
|     | Schoren            | Mühlau       |
|     | Werd               | Rottenschwil |
|     | Aettenschwil       | Sins         |
|     | Alikon             | Sins         |
|     | Fenkrieden         | Sins         |
|     | Gerenschwil        | Sins         |
|     | Holderstock        | Sins         |
|     | Meienberg          | Sins         |
|     | Reussegg           | Sins         |
|     | Büelisacker        | Waltenschwil |